# سورغوتنفتيغاز

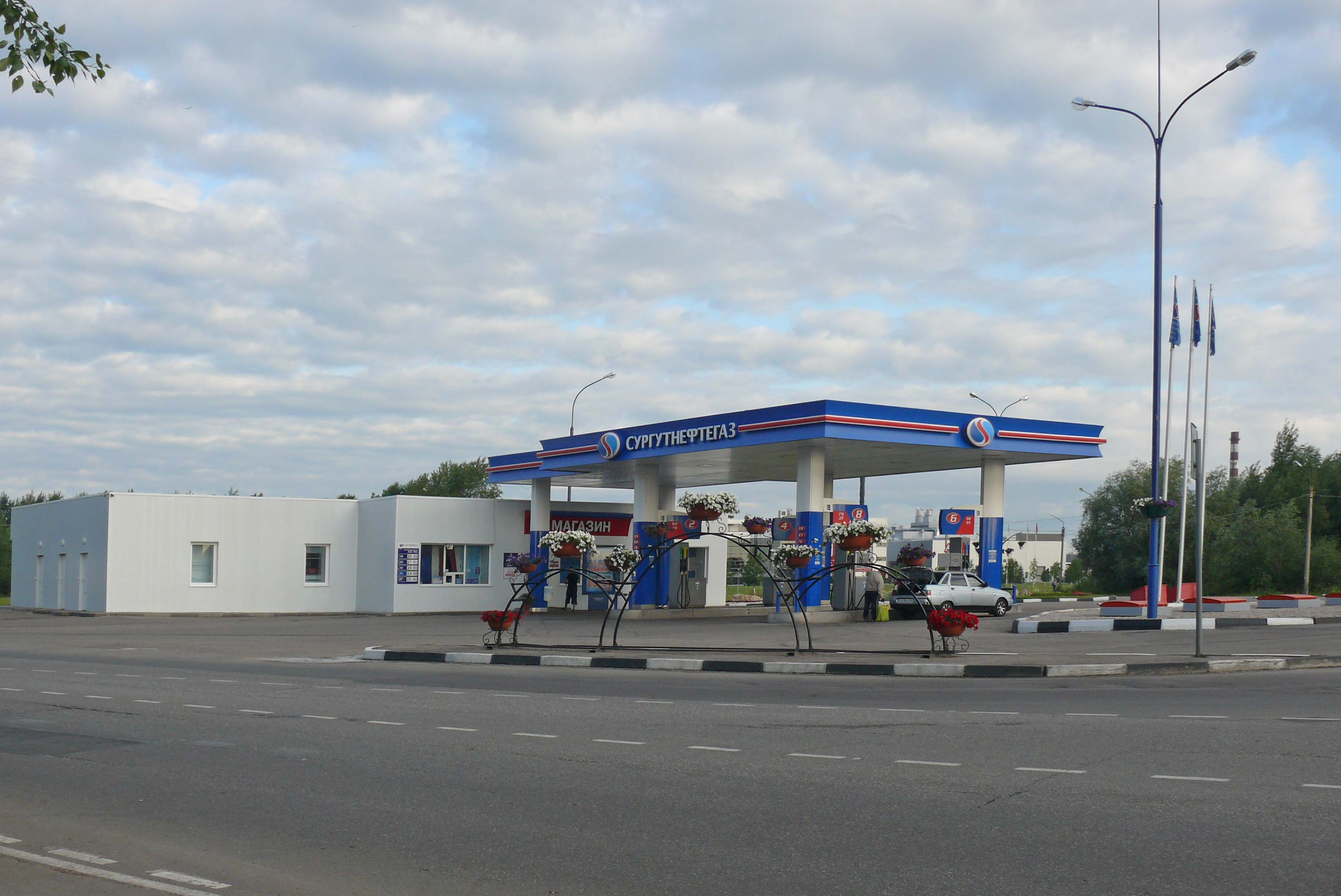
محطة بنزين Surgutneftegas في فيليكي نوفغورود

سورغوتنفتيغاز (بالروسية: Сургутнефтегаз) هي شركة روسية للنفط والغاز تم إنشاؤها عن طريق دمج العديد من الشركات المملوكة سابقًا والتي تمتلك احتياطيات كبيرة من النفط والغاز في سيبيريا الغربية. يقع مقر الشركة في سورجوت ، خانتي مانسي ذاتية الحكم في أوكروج .
تضم الشركة مصفاة تكرير نفط كبيرة في كيريشي ، لينينغراد أوبلاست ، تديرها شركة كيريشينفورجيورجينتس الفرعية. تعمل الشركة أيضًا في أنشطة بيع الوقود بالتجزئة في شمال غرب روسيا من خلال التعاون مع شركة بطرسبورغ للوقود . و مساهم في وانأكسيمبنك منذ البداية ، كان سورجوتنفتغاس يترأسه الرئيس والمدير العام فلاديمير بوغدانوف ، الذي كان يدير حقول سورجوت النفطية منذ عام 1983.

## عمليات
سورجوتنافتيغاز هي المورد الرئيسي للنفط في بيلاروسيا، حيث تمثل في عام 2006 حوالي 30 ٪ من إجمالي الشحنات.  كما طورت الشركة اتصالاتها الخارجية ، بما في ذلك المحادثات مع إيران وليبيا والعراق قبل الحرب بشأن المشاركة في مشاريع استخراج النفط. 
وفقًا لمراجعة شركة هوفر ، توظف سورجوتنافتيغاز أكثر من 82000 شخصًا وتربح 24 مليار دولارًا من المبيعات في عام 2007. 

## وصلات خارجية
- موقع رسمي
- OAO Surgutneftegas